# Roberto Lovati
Roberto Lovati (20. červenec 1927 Cusano Milanino, Italské království – 30. březen 2011 Řím, Itálie) byl italský fotbalový brankář a trenér. Fotbalová akademie klubu Lazia je po něm pojmenována.
V roce 1947 jej koupila Pisa za kterou debutoval o dva roky později ve druhé lize. Po třech sezonách odešel do Monzy. Tam zůstal dvě sezony. V roce 1954 jej koupilo Lazio, které jejj obratem poslalo na hostování na jednu sezonu do Turína. Zde v sezoně 1954/55 odchytal první sezonu v nejvyšší lize. V následující sezoně již chytal v Laziu, kde vydržel šest sezon a získal s klubem italský pohár 1958 jako kapitán mužstva. Kariéru zakončil v roce 1961 ve 33 letech.
Za reprezentaci odchytal dva zápasy.
Po fotbalové kariéře se stal trenérem. Celou svou funkcionářskou kariéru strávil v Laziu. Celkem odtrénoval 122 utkání (99 v lize a 12 v poháru plus dnes již zrušené poháry).

## Hráčská statistika
| Sezóna  | Klub    | Liga    | Liga   | Liga       | Ligové poháry | Ligové poháry | Ligové poháry | Kontinentální poháry | Kontinentální poháry | Kontinentální poháry | Celkem | Celkem |
| Sezóna  | Klub    | Soutěž  | Zápasy | Obdr. Góly | Soutěž        | Zápasy        | Góly          | Soutěž               | Zápasy               | Góly                 | Zápasy | Góly   |
| ------- | ------- | ------- | ------ | ---------- | ------------- | ------------- | ------------- | -------------------- | -------------------- | -------------------- | ------ | ------ |
| 1949/50 | Pisa    | Serie B | 5      | -6         | -             | 0             | -0            | -                    | 0                    | -0                   | 5      | -6     |
| 1950/51 | Pisa    | Serie B | 18     | -19        | -             | 0             | -0            | -                    | 0                    | -0                   | 18     | -19    |
| 1951/52 | Pisa    | Serie B | 36     | -42        | -             | 0             | -0            | -                    | 0                    | -0                   | 36     | -42    |
| 1952/53 | Monza   | Serie B | 34     | -38        | -             | 0             | -0            | -                    | 0                    | -0                   | 34     | -48    |
| 1953/54 | Monza   | Serie B | 34     | -29        | -             | 0             | -0            | -                    | 0                    | -0                   | 34     | -29    |
| 1954/55 | Turín   | Serie A | 33     | -43        | -             | 0             | -0            | -                    | 0                    | -0                   | 33     | -43    |
| 1955/56 | Lazio   | Serie A | 32     | -43        | -             | 0             | -0            | -                    | 0                    | -0                   | 32     | -43    |
| 1956/57 | Lazio   | Serie A | 34     | -40        | -             | 0             | -0            | -                    | 0                    | -0                   | 34     | -40    |
| 1957/58 | Lazio   | Serie A | 26     | -40        | IP            | 8             | -8            | -                    | 0                    | -0                   | 34     | -48    |
| 1958/59 | Lazio   | Serie A | 26     | -45        | IP            | 1             | -0            | -                    | 0                    | -0                   | 27     | -45    |
| 1959/60 | Lazio   | Serie A | 9      | -13        | IP            | 3             | -6            | -                    | 0                    | -0                   | 12     | -19    |
| 1960/61 | Lazio   | Serie A | 8      | -22        | IP            | 0             | -0            | -                    | 0                    | -0                   | 8      | -22    |
| Celkově | Celkově | Celkově | 295    | -380       | -             | 12            | -14           | -                    | 0                    | -0                   | 307    | -394   |

## Úspěchy

### Klubové
- 1× vítěz italského poháru (1958)

### Reprezentační
- 1× na MP (1955–1960)